# Proteína de membrana

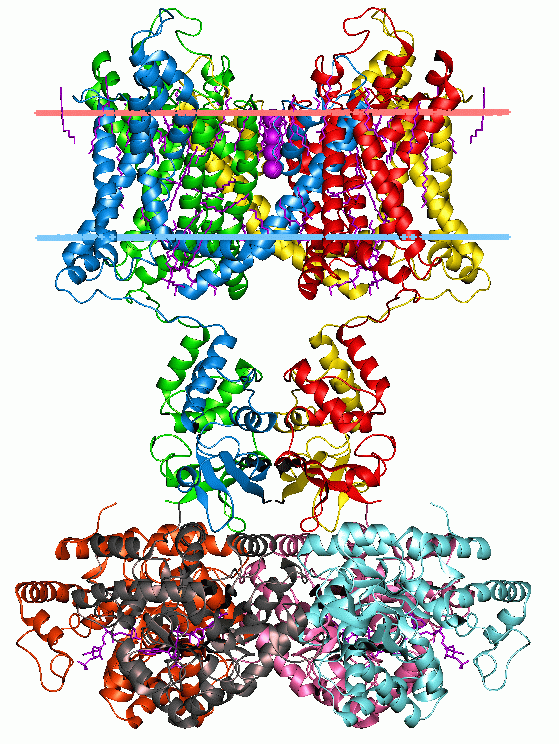
Estructura cristalina del canal de potasio Kv1.2/2.1 Quimera. Los límites de hidrocarburos calculados de la bicapa lipídica se indican mediante líneas rojas y azules.

Las proteínas de membrana son proteínas comunes que forman parte de membranas biológicas, o bien interactúan con estas. Las proteínas de membrana se dividen en varias categorías amplias según su ubicación. Las proteínas integrales de membrana son una parte permanente de la membrana celular y pueden penetrar la membrana (transmembrana) o asociarse con uno u otro lado de la membrana (monotópico integral). Las proteínas de la membrana periférica se asocian transitoriamente con la membrana celular. 
Las proteínas de membrana son comunes y de importancia médica: alrededor de un tercio de todas las proteínas humanas son proteínas de membrana y son el objetivo de más de la mitad de todos los medicamentos. No obstante, en comparación con otras clases de proteínas, determinar las estructuras de las proteínas de membrana sigue siendo un desafío en gran parte debido a la dificultad de establecer condiciones experimentales que puedan preservar la conformación correcta de la proteína aislada de su entorno nativo. 

## Función
Las proteínas de membrana realizan una variedad de funciones vitales para la supervivencia de los organismos:
- Las proteínas receptoras de membrana transmiten señales entre los entornos interno y externo de la célula.
- Las proteínas de transporte mueven moléculas y iones a través de la membrana. Se pueden clasificar de acuerdo con la base de datos de clasificación de transportadores.
- Las enzimas de membrana pueden tener muchas actividades, como oxidorreductasa, transferasa o hidrolasa.
- Las moléculas de adhesión celular permiten que las células se identifiquen entre sí e interactúen. Por ejemplo, proteínas involucradas en la respuesta inmune.

La localización de proteínas en membranas se puede predecir de forma fiable utilizando análisis de hidrofobicidad de secuencias de proteínas, es decir, la localización de secuencias de aminoácidos hidrófobos. 

### Proteínas integrales de membrana

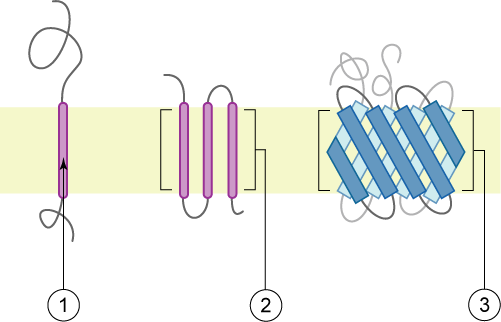
Representación esquemática de proteínas transmembrana: 1. una sola hélice α transmembrana (proteína de membrana bitópica) 2. una proteína α helicoidal transmembrana politópica 3. una proteína hoja β transmembrana politópica. La membrana está representada en marrón claro.

Las proteínas integrales de la membrana están unidas permanentemente a la membrana. Dichas proteínas pueden separarse de las membranas biológicas solo usando detergentes, disolventes apolares o, a veces, agentes desnaturalizantes. Un ejemplo de este tipo de proteína que aún no se ha caracterizado funcionalmente es SMIM23. Se pueden clasificar según su relación con la bicapa: 
- Las proteínas politópicas integrales son proteínas transmembrana que atraviesan la membrana más de una vez. Estas proteínas pueden tener una topología transmembrana diferente.[3][4] Estas proteínas tienen una de dos arquitecturas estructurales: 
  - Proteínas del haz de hélice, que están presentes en todo tipo de membranas biológicas;
  - Proteínas de barril beta, que se encuentran solo en las membranas externas de las bacterias Gram-negativas y las membranas externas de las mitocondrias y los cloroplastos.[5]
- Las proteínas bitópicas son proteínas transmembrana que atraviesan la membrana solo una vez. Las hélices transmembrana de estas proteínas tienen distribuciones de aminoácidos significativamente diferentes a las hélices transmembrana de las proteínas politópicas.
- Las proteínas monotópicas integrales son proteínas integrales de membrana que están unidas a un solo lado de la membrana y no se extienden por todo el camino.

### Proteínas periféricas de membrana

Representación esquemática de los diferentes tipos de interacción entre las proteínas de la membrana monotópica y la membrana celular: 1. Interacción por una α-hélice anfipática paralela al plano de la membrana (hélice de la membrana en el plano) 2. Interacción por un bucle hidrofóbico 3. Interacción por lípidos de membrana unidos covalentemente (lipidación) 4. Interacciones electrostáticas o iónicas con lípidos de membrana (p. ej., a través de un ion calcio)

Las proteínas periférica de membrana se unen temporalmente a la bicapa lipídica o a las proteínas integrales mediante una combinación de interacciones hidrófobas, electrostáticas y otras interacciones no covalentes. Las proteínas periféricas se disocian después del tratamiento con un reactivo polar, como una solución con un pH elevado o altas concentraciones de sal. 
Las proteínas integrales y periféricas se pueden modificar postraduccionalmente, con adición de ácido graso, diacilglicerol o cadenas de prenilo, o GPI (glicosilfosfatidilinositol), que puede estar anclado en la bicapa lipídica. 

### Toxinas polipeptídicas
Las toxinas polipeptídicas y muchos péptidos antibacterianos, como colicinas o hemolisinas, y ciertas proteínas implicadas en la apoptosis, a veces se consideran una categoría separada. Estas proteínas son solubles en agua, pero pueden agregarse y asociarse irreversiblemente con la bicapa lipídica y volverse reversible o irreversiblemente asociadas a la membrana. 

## En genomas
Las proteínas de membrana, como las proteínas globulares solubles, las proteínas fibrosas y las proteínas desordenadas, son comunes. Se estima que 20 a 30% de todos los genes en la mayoría de los genomas codifican proteínas de membrana. Por ejemplo, se cree que alrededor de 1000 de las ~ 4200 proteínas de E. coli son proteínas de membrana, 600 de las cuales se ha verificado experimentalmente como residentes en la membrana. En los seres humanos, el pensamiento actual sugiere que el 30% del genoma codifica proteínas de membrana. 

## En enfermedades
Las proteínas de membrana son el objetivo de más del 50% de todos los medicamentos modernos. Entre las enfermedades humanas en las que se han implicado las proteínas de membrana se encuentran las enfermedades cardíacas, el Alzheimer y la fibrosis quística. 

## Purificación de proteínas de membrana
Aunque las proteínas de membrana desempeñan un papel importante en todos los organismos, su purificación ha sido históricamente, y sigue siendo, un gran desafío para los científicos de proteínas. En 2008, estaban disponibles 150 estructuras únicas de proteínas de membrana, y para 2019 solo se habían aclarado sus estructuras 50 proteínas de membrana humana. Por el contrario, aproximadamente el 25 % de todas las proteínas son proteínas de membrana. Sus superficies hidrófobas dificultan la caracterización estructural y especialmente funcional. Se pueden usar detergentes para hacer que las proteínas de membrana sean solubles en agua, pero estos también pueden alterar la estructura y función de las proteínas  También se puede lograr que las proteínas de membrana sean solubles en agua mediante la ingeniería de la secuencia de la proteína, reemplazando los aminoácidos hidrófobos seleccionados por otros hidrófilos, teniendo mucho cuidado de mantener la estructura secundaria mientras se revisa la carga general. 
La cromatografía de afinidad es una de las mejores soluciones para la purificación de proteínas de membrana. La actividad de las proteínas de membrana disminuye muy rápidamente en contraste con otras proteínas. Por tanto, la cromatografía de afinidad proporciona una purificación rápida y específica de las proteínas de membrana. La etiqueta de polihistidina es una etiqueta comúnmente utilizada para la purificación de proteínas de membrana, y la etiqueta alternativa rho1D4 también se ha utilizado con éxito.

## Otras lecturas
- «Amphitropic proteins: regulation by reversible membrane interactions (review)». Molecular Membrane Biology 16 (3): 217-35. 1999. PMID 10503244. doi:10.1080/096876899294544.
- «Membrane protein dynamics and functional implications in mammalian cells». Current Topics in Membranes 72: 89-120. 2013. ISBN 9780124170278. PMC 4193470. PMID 24210428. doi:10.1016/b978-0-12-417027-8.00003-9.  «Membrane protein dynamics and functional implications in mammalian cells». Current Topics in Membranes 72: 89-120. 2013. ISBN 9780124170278. PMC 4193470. PMID 24210428. doi:10.1016/b978-0-12-417027-8.00003-9.  «Membrane protein dynamics and functional implications in mammalian cells». Current Topics in Membranes 72: 89-120. 2013. ISBN 9780124170278. PMC 4193470. PMID 24210428. doi:10.1016/b978-0-12-417027-8.00003-9.

### Organizaciones
- Consorcio de dinámica estructural de proteínas de membrana
- Expertos en purificación de proteínas de membrana

### Bases de datos de proteínas de membrana
- TCDB - Base de datos de clasificación de transportadores, una clasificación completa de proteínas transportadoras transmembrana
- Base de datos de Orientaciones de Proteínas en Membranas (OPM) Estructuras 3D de proteínas de membrana integrales y periféricas dispuestas en la bicapa lipídica
- Banco de datos de proteínas de proteínas transmembrana Modelos 3D de proteínas transmembrana aproximadamente dispuestas en la bicapa lipídica.
- TransportDB Base de datos de transportadores de TIGR orientada a Genomics
- Membrana PDB Archivado el 3 de agosto de 2020 en Wayback Machine. Base de datos de estructuras 3D de proteínas integrales de membrana y péptidos hidrofóbicos con énfasis en las condiciones de cristalización
- Base de datos Mpstruc Archivado el 25 de diciembre de 2013 en Wayback Machine. : una lista seleccionada de proteínas transmembrana seleccionadas del Protein Data Bank
- MemProtMD una base de datos de estructuras de proteínas de membrana simuladas por dinámica molecular de grano grueso
- La base de datos de membranomas proporciona información sobre proteínas bitópicas de varios organismos modelo

- Datos: Q423042
- Multimedia: Membrane proteins / Q423042